# El Carate
El Carate es un corregimiento ubicado en el distrito de Las Tablas en la provincia panameña de Los Santos. En el año 2010 tenía una población de 873 habitantes y una densidad poblacional de 49,2 personas por km².